# Boyle Heights

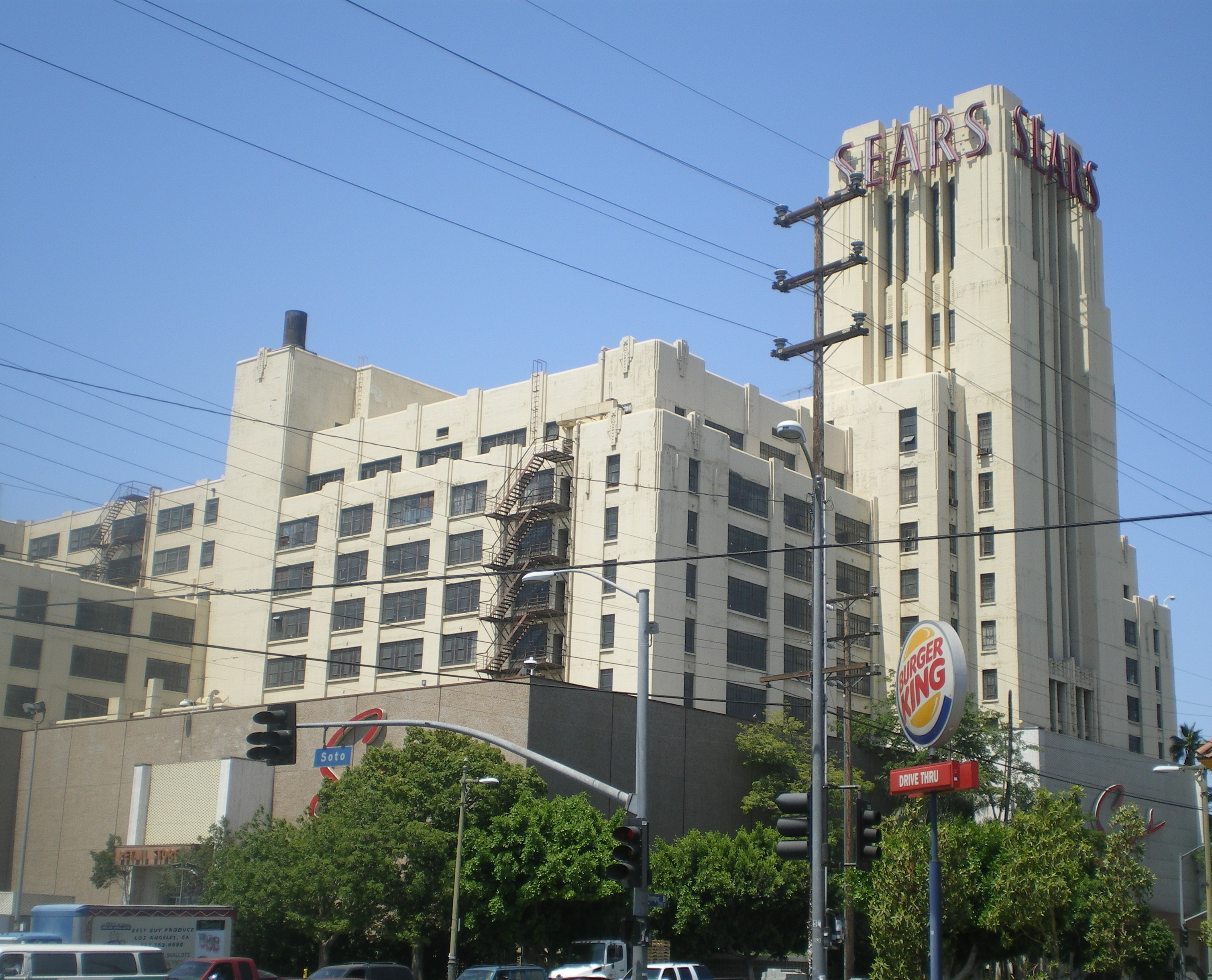
Il vecchio edificio Sears Roebuck sulla Olympic Boulevard.

Boyle Heights è un quartiere della East Side di Los Angeles. È posto ad est della Downtown. Per grande parte del XX secolo il quartiere fu la porta d'ingresso per i nuovi immigranti specialmente Ebrei americani, Nippo-americani, Messicano-statunitensi così come Russo-Americani e Jugoslavi.
Oggi il quartiere è abitato principalmente da Latino-Americani appartenenti alla Classe lavoratrice.

## Punti di interesse
- Estrada Courts Murals
- Evergreen Cemetery
- Breed Street Shul
- Hazard Park
- Mariachi Plaza
- Hollenbeck Park
- St. Mary's Catholic church (4th and Chicago Streets), su stmarys-boyleheights.org.

## Residenti notabili

### Politici
- Lucille Roybal-Allard, politica statunitense
- Antonio Villaraigosa, sindaco di Los Angeles

### Sportivi
- Art Aragon, pugile
- Sam Balter, medaglia d'oro alle olimpiadi del 1936
- Joe Gold, bodybuilder e fondatore della Gold's Gym
- Paul Gonzales, primo messicano americano a vincere una medaglia d'oro alle olimpiadi del 1984 nella boxe.
- Pancho Gonzales, primo messicano americano a vincere il campionato mondiale di tennis nel 1940.
- Ricky Romero, giocatore di baseball nei Toronto Blue Jays

### Intrattenimento
- Josefina Lopez, scrittore (Real Women Have Curves)
- Lew Wasserman, agente di Hollywood
- Dan Castellaneta, doppiatore dei The Simpsons
- Don Tosti, musicista e compositore
- Lou Adler, produttore e manager
- will.i.am, produttore e vincitore di Grammy, membro dei Black Eyed Peas
- Taboo (rapper), membro dei The Black Eyed Peas

### Arte e letteratura
- Rodolfo Acuña storico e scrittore
- Isamu Noguchi, architetto
- Harry Gamboa, Jr., artista

### Storia
- Padre Greg Boyle, S.J. fondatore della Homeboy Industries
- Julius Shulman, fotografo
- Harold M. Williams, creatore del Getty Center